# العلاقات البرازيلية الرومانية
العلاقات البرازيلية الرومانية هي العلاقات الثنائية التي تجمع بين البرازيل ورومانيا.

## مقارنة بين البلدين
هذه مقارنة عامة ومرجعية للدولتين:
| وجه المقارنة                                              | البرازيل | رومانيا                                                                               |
| --------------------------------------------------------- | --- | ------------------------------------------------------------------------------------- |
| المساحة (كم2)                                             | 8.52 مليون | 238.40 ألف                                                                            |
| عدد السكان (نسمة)                                         | 202.66 مليون | 19.59 مليون                                                                           |
| الكثافة السكانية (ن./كم²)                                 | 23.79 | 82.17                                                                                 |
| العاصمة                                                   | برازيليا، ريو دي جانيرو | بوخارست                                                                               |
| اللغة الرسمية                                             | برتغالية برازيلية، Brazilian Sign Language ‏ | اللغة الرومانية                                                                       |
| العملة                                                    | ريال برازيلي، كروزيرو ريال برازيلي ‏، كروزيرو البرازيلية (1990–1993)، البرازيلي كروزادو نوفو، كروزادو برازيلي، cruzeiro ‏، كروزيرو البرازيلية (1942–1967)، الريال البرازيلي (قديم) | ليو روماني                                                                            |
| الناتج المحلي الإجمالي (بليون دولار)                      | 2.06 تريليون | 211.80 مليار                                                                          |
| الناتج المحلي الإجمالي (تعادل القوة الشرائية) بليون دولار | 3.22 تريليون | 465.56 مليار                                                                          |
| الناتج المحلي الإجمالي الاسمي للفرد دولار أمريكي          | 8.54 ألف | 9.47 ألف                                                                              |
| الناتج المحلي الإجمالي للفرد دولار أمريكي                 | 15.89 ألف | 23.63 ألف                                                                             |
| مؤشر التنمية البشرية                                      | 0.754 | 0.793                                                                                 |
| رمز المكالمات الدولي                                      | +55 | +40                                                                                   |
| رمز الإنترنت                                              | .br | .ro                                                                                   |
| المنطقة الزمنية                                           | | ت ع م+02:00، ت ع م+03:00، أوروبا/بوخارست ‏، توقيت شرق أوروبا، توقيت شرق أوروبا الصيفي ‏ |

## مدن متوأمة
في ما يلي قائمة باتفاقيات التوأمة بين مدن برازيلية ورومانية:
- ترتبط ريو دي جانيرو مع بوخارست باتفاقية توأمة منذ 1969.
- ترتبط باورو مع سيبيو باتفاقية توأمة.
- ترتبط سانتوس، ساو باولو مع كونستانتسا باتفاقية توأمة.
- ترتبط ساو باولو مع كلوج نابوكا باتفاقية توأمة منذ 28 يوليو 1961.[20][20][20][20]
- ترتبط ديامانتينا، ميناس جيرايس مع أوراديا باتفاقية توأمة.

## منظمات دولية مشتركة
يشترك البلدان في عضوية مجموعة من المنظمات الدولية، منها:
| علم المنظمة | اسم المنظمة                        | تاريخ انضمام البرازيل | تاريخ انضمام رومانيا |
| ----------- | ---------------------------------- | --------------------- | -------------------- |
|             | مؤسسة التنمية الدولية              | 15 مارس 1963          | 12 أبريل 2014        |
|             | يونسكو                             | 4 نوفمبر 1946         | 27 يوليو 1956        |
|             | مؤسسة التمويل الدولية              | 31 ديسمبر 1956        | 23 سبتمبر 1990       |
|             | منظمة حظر الأسلحة الكيميائية       | ?                     | ?                    |
|             | الأمم المتحدة                      | 24 أكتوبر 1945        | 14 ديسمبر 1955       |
|             | الاتحاد الدولي للاتصالات           | 4 يوليو 1877          | 9 فبراير 1866        |
|             | منظمة الشرطة الجنائية الدولية      | ?                     | ?                    |
|             | البنك الدولي للإنشاء والتعمير      | 14 يناير 1946         | 15 ديسمبر 1972       |
|             | الاتحاد البريدي العالمي            | ?                     | ?                    |
|             | وكالة ضمان الاستثمار متعدد الأطراف | 7 يناير 1993          | 10 سبتمبر 1992       |
|             | منظمة التجارة العالمية             | ?                     | 1995                 |
|             | الفريق المعني برصد الأرض           | ?                     | ?                    |
|             | مجموعة الموردين النوويين           | ?                     | ?                    |

## أعلام
هذه قائمة لبعض الشخصيات التي تربطها علاقات بالبلدين:
- أنجيلكا (ممثلة برازيلية، 30 نوفمبر 1973[27] – )
- إدواردو سافرين (19 مارس 1982 – )
- دورا بريا (19 يوليو 1958 – 22 يناير 2008)

## وصلات خارجية
- موقع وزارة الخارجية البرازيلية
- موقع وزارة الخارجية الرومانية